# Вага (Павија)
Вага (итал. Vaga) је насеље у Италији у округу Павија, региону Ломбардија.
Према процени из 2011. у насељу је живело 18 становника. Насеље се налази на надморској висини од 86 м.